# Alcéneto de Lépreo
Alcéneto de Lepréo (en griego antiguo: Ἀλκαίνετος), hijo de Teanto, fue un vencedor olímpico del siglo V a. C., originario de Lépreo en Élide.
Ganó la prueba de pugilato infantil en los 81.º Juegos de 456 a. C., y de nuevo como adulto en los 84.º Juegos de 444 a. C.
Sus hijos Helánico y Teanto, fueron ambos campeones olímpicos de pugilato infantil, respectivamente en los 89.º juegos de 424 a. C. y 90.º juegos de 420 a. C.